# Зърновидна бисерна мида
Зърновидната бисерна мида (Villosa trabalis) е вид мида от семейство Unionidae. Видът е критично застрашен от изчезване.

## Разпространение и местообитание
Разпространен е в САЩ (Алабама, Кентъки и Тенеси).
Обитава пясъчните дъна на сладководни басейни, реки и потоци.

## Описание
Популацията на вида е намаляваща.